# Hadroconus sibogae
Hadroconus sibogae is een slakkensoort uit de familie van de Seguenziidae. De wetenschappelijke naam van de soort is voor het eerst geldig gepubliceerd in 1908 door Mattheus Marinus Schepman, die de mollusken van de Siboga-expeditie onderzocht.
De Siboga verzamelde deze soort in de Indonesische Archipel rond Celebes.